# Hugh McGregor Ross

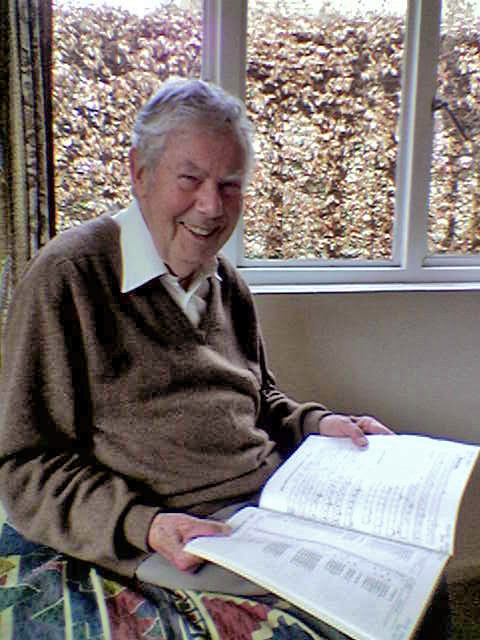
Hugh McGregor Ross op 88-jarige leeftijd (2006)

Hugh McGregor Ross (Nairobi, 31 augustus 1917 - Painswick, 1 september 2014) was een Brits pionier in de geschiedenis van de Britse informatica. Hij was in dienst van Ferranti in het midden van de jaren 1960, waar hij werkte aan de Pegasus computer, een toestel werkend met vacuümbuizen. Hij was betrokken bij de standaardisatie van ASCII (officieel ISO/IEC 646) en werkte daarbij nauw samen met Bob Bemer. ASCII werd eerst in Europa bekend als de Bemer-Ross Code. Nadien was hij ook een van de vier hoofdontwerpers van ISO/IEC 6937, samen met Peter Fenwick, Bernard Marti en Loek Zeckendorf. Ten slotte werkte hij mee aan de Universal Coded Character Set met ISO/IEC-rugnummer 10646.
Hij was gefascineerd door het Evangelie van Thomas waarover hij meermaals publiceerde, en schreef als Quaker ook over George Fox.